# 74 Pułk Piechoty (austro-węgierski)

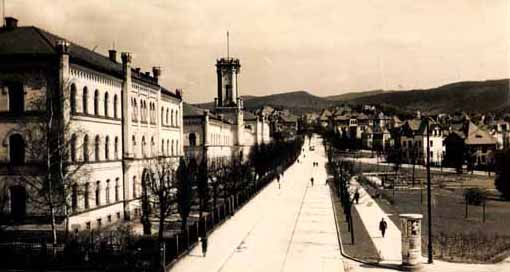
Wielkie koszary w Libercu

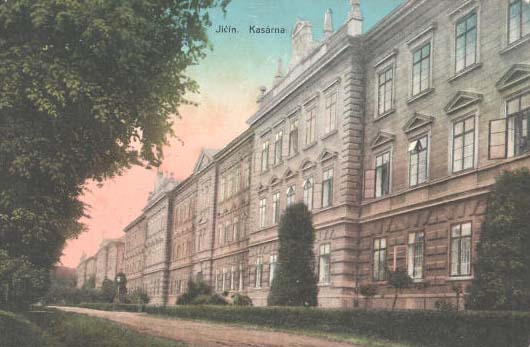
Nieistniejące już koszary w Jczynie

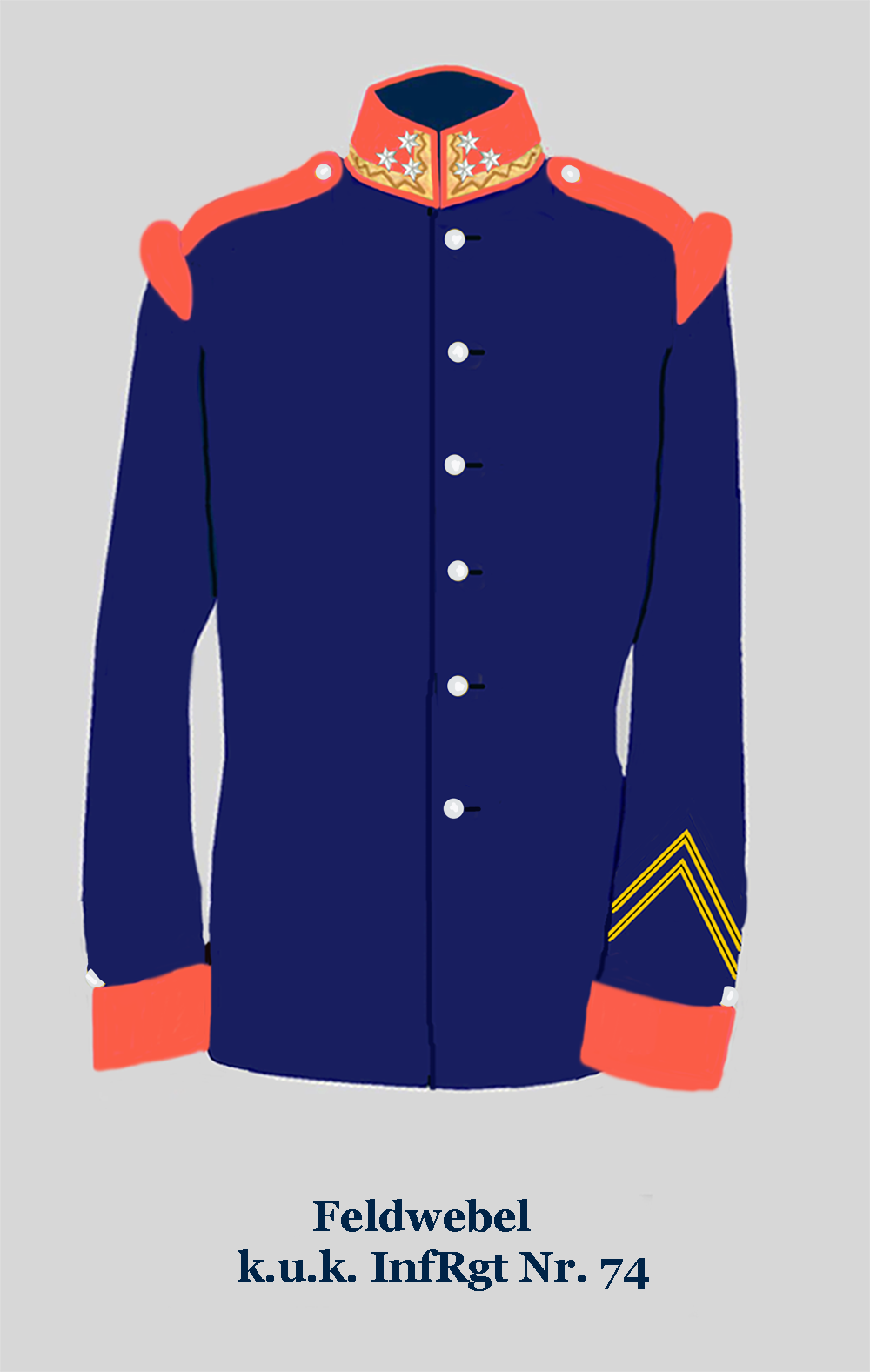
Mundur sierżanta 74 IR.

Czeski Pułk Piechoty Nr 74 (74 IR.) – pułk piechoty cesarskiej i królewskiej Armii.

## Historia pułku
Pułk został utworzony 1 lutego 1860 roku z batalionów liniowych (Linieninfanterieregiment) 28 Pułku Piechoty, 36 Pułku Piechoty i 55 Pułku. 
Okręg uzupełnień nr 74 Jiczyn na terytorium 9 Korpusu.
Kolejnymi szefami pułku byli:
- FZM Johann Nobili (1860–1884),
- FML Friedrich von Bouvard (1886–1902),
- GdI Franz von Schönaich (1903–1918)[2].

Kolory pułkowe: czerwony (krapprott), guziki srebrne. Skład narodowościowy w 1914 roku 63% – Czesi, 36% – Niemcy.
W 1873 roku komenda pułku stacjonowała w Sadowej, a wszystkie bataliony w Jiczynie.
W 1893 roku sztab pułku razem z 1. i 2. batalionem stacjonował w Terezinie (niem. Theresienstadt), 3. batalion w Jiczynie, a 4. batalion był detaszowany do Bileća. Pułk (bez 4. batalionu) wchodził w skład 57 Brygady Piechoty w Terezinie należącej do 29 Dywizji Piechoty, natomiast 4. batalion był podporządkowany komendantowi 6 Brygady Górskiej należącej do 18 Dywizji Piechoty.
W latach 1903–1909 pułk stacjonował w Libercu (niem. Reichenberg) z wyjątkiem 4. batalionu, który pozostawał w Jiczynie.
W latach 1910–1914 komenda pułku razem z 1. i 2. batalionem stacjonowała w Libercu, 4. batalion w Jiczynie, a 3. batalion był detaszowany w Sarajewie na terytorium 15 Korpusu.
W 1914 roku pułk (bez 3. batalionu), wchodził w skład 58 Brygady Piechoty w Libercu należącej do 29 Dywizji Piechoty, natomiast detaszowany 3. batalion wchodził w skład 9 Brygady Górskiej w Sarajewie należącej do 1 Dywizji Piechoty.

## Żołnierze
Komendanci pułku
- płk Anton Krebs von Sturmwall (1860[1] – )
- płk Wilhelm Binder (1873)
- płk Hermann Buss (1893)
- płk Theodor Grasern Edler von Strandwehr (1903–1906)
- płk Rudolf Stöger-Steiner Edler von Steinstätten (1907–1908)
- płk Anton Lanzinger (1909–1911)
- płk Richard Bertolas (1912–1915[2] → komendant Twierdzy Bileća)

Oficerowie
- kpt. Robert Meissner (1908–1918)
- ppor. Gustav Zieritz (1891–1894)